# Elisabeth Marie Auguste van Beieren
Elisabeth Marie Auguste (München, 8 januari 1874 - Stiebar, 4 maart 1957) was de eerste dochter van prins Leopold van Beieren en aartshertogin Gisela Louise Marie en het eerste kleinkind van keizer Frans Jozef I en keizerin Elisabeth van Oostenrijk.
In 1893 trouwde Elisabeth in Genua, volgens opgave van de familie Seefried op 2 november 1893 in Genua, in het geheim met de Duitse aristocraat baron Otto Ludwig Philipp von Seefried auf Buttenheim (1870-1951). Het huwelijk van een kleindochter van een keizer, een koninklijke prinses van Beieren, met een onderdaan die niet tot de kring der gemediatiseerde families behoorde werd niet "ebenbürtig" geacht. De Seefrieds waren pas in 1723 in de Beierse adelstand verheven met de titel "Freiherr" (baron) en waren kamerheren aan het Münchener hof.
De verstandhouding met de Beierse koninklijke familie was daarom slecht. Keizer Frans Jozef accepteerde het huwelijk na enige aarzeling wél en schonk zijn kleinkinderen een kasteel in de omgeving van Wenen.
Op 30 januari 1904 verhief de keizer Otto tot erfelijk Graaf von Seefried in de Oostenrijkse adelstand. Zijn aangetrouwde kleinzoon en achterkleinkinderen waren nu graven en gravinnen. Elisabeth en Otto kregen samen vijf kinderen:
- Gisela van Seefried auf Buttenheim (1895 - jong gestorven)
- Elisabeth von Seefried auf Buttenheim (1897-1975)
- Auguste von Seefried auf Buttenheim (1899-1978), die huwde met prins Adalbert van Beieren
- Marie Valerie von Seefried auf Buttenheim (1901-1972)
- Franz-Joseph von Seefried auf Buttenheim (1904-1969)

Elisabeth stierf op 83-jarige leeftijd en werd in het Oostenrijkse Gresten begraven.